# ハイデイ日高

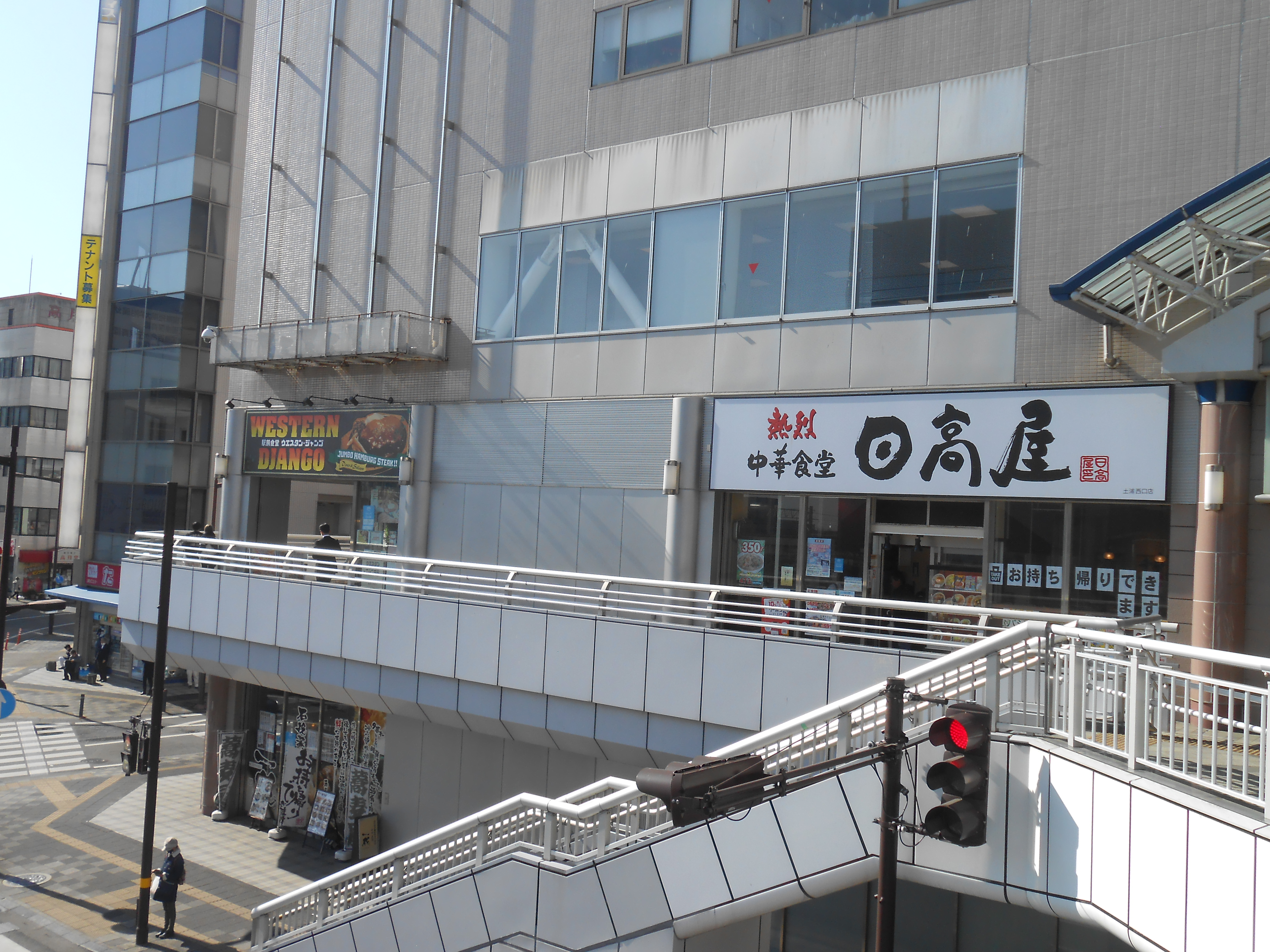
日高屋 土浦西口店
土浦駅西口とウララビルを結ぶペデストリアンデッキ沿いにある

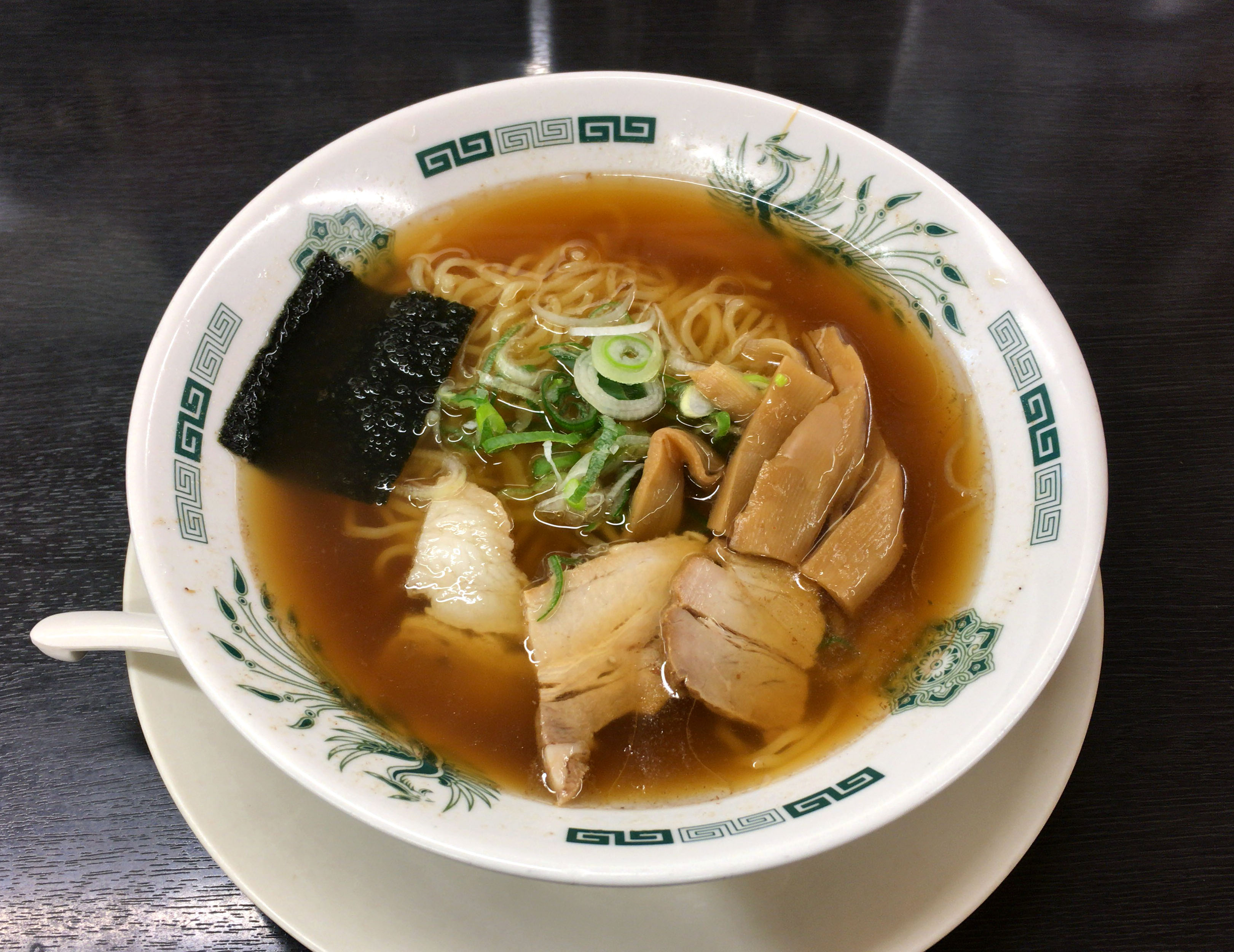
日高屋の代表的メニュー
中華そば

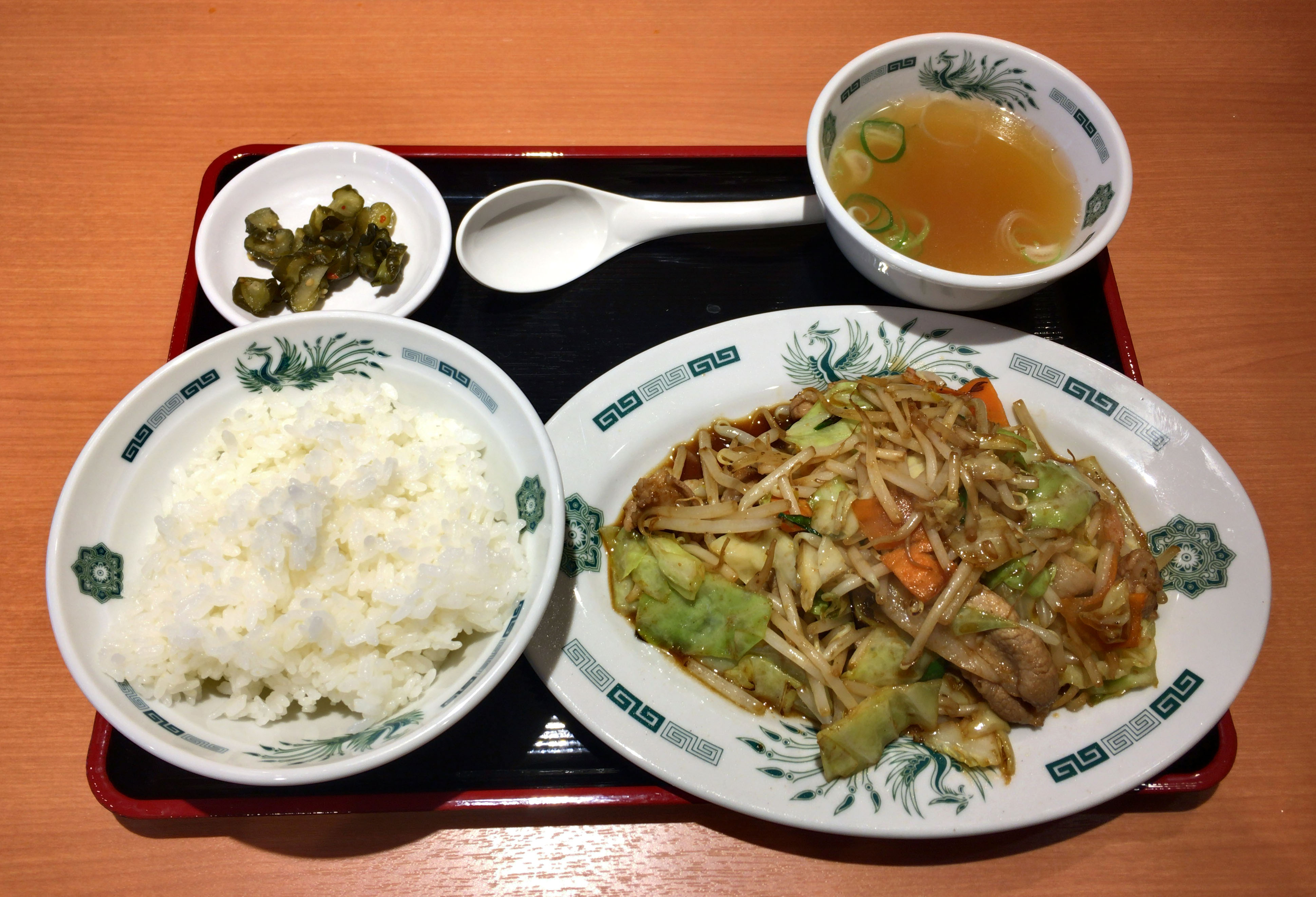
日高屋の定食メニューの一例
肉野菜炒め定食

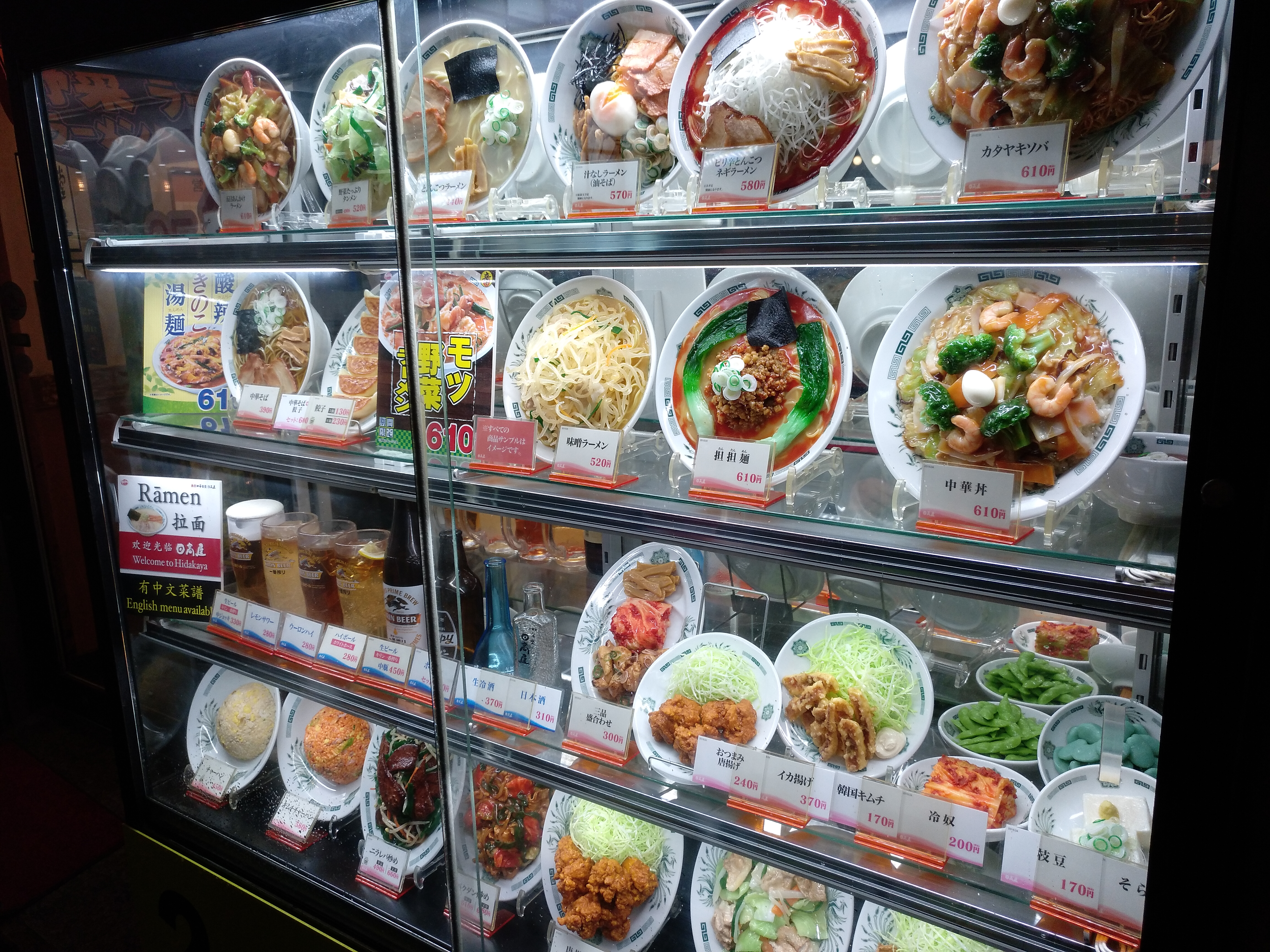
食品サンプルを使用した日高屋のメニューディスプレイ

株式会社ハイデイ日高（ハイデイひだか、Hiday Hidaka）は、埼玉県さいたま市大宮区に本社を置く外食企業。低価格ラーメン・中華料理チェーン店「日高屋」を主力事業とする。東証プライム上場企業。

## 概要

### 社名・店名の由来
社名は、創業者神田正の出身地である埼玉県日高市（当時は入間郡日高町）に由来する。英語の「high」（高）と「day」（日）を合成し、さらに「日高」を合わせたもの。
地名を直訳して「デイハイ」にしなかったのは、美味しいラーメンを食べて「ハイ（高揚した）な一日（デイ）」になってほしいという思いを込め、逆にして「ハイデイ」としたという。

### 資源循環推進活動
埼玉県が推進する「みんなでマイボトル運動」の飲食店冷水無料協力店となっている。これは、埼玉県内の該当する日高屋・来来軒・中華一番などの店内で食事をした客がマイボトルへの給水を希望した場合、店側が無料で冷水を提供する活動である。

### 日高屋
キャッチフレーズは「熱烈中華食堂」で、各店舗の看板にも「熱烈中華食堂 日高屋」と毛筆書体で大書されている。
全店舗で使用する食材を、機械化され少人数の社員で稼動する行田工場のセントラルキッチンで一元的に製造して低価格を実現している。また、コストをかけずに集客を図れる立地条件として、駅前をはじめとした人通りの多い一等地に、あえて集客力のあるマクドナルドや吉野家の近隣を選んで出店している。
メニューも低価格なだけではなく、定食など飽きの来ないシンプルでスタンダードなものを揃えるとともに、季節に応じた期間限定メニューを展開して、老若男女さまざまな客層のリピート来店を狙っている。
以前は1回利用するごとに次回以降使えるサービス券がもらえた。ハイデイ日高は、本社が所在するさいたま市大宮区を本拠地とするJリーグクラブ・大宮アルディージャのスポンサーも務めている。
生ビールやつまみなどのサイドメニューを豊富にすることで、居酒屋利用層の「ちょい飲み」需要も取り込んでいる。店舗入口に赤ちょうちんが吊り下げられている店舗もある。
居酒屋的に利用する客層に合わせ、店内禁煙の取り組みは遅れていたが、2020年4月1日から全面施行の改正健康増進法と東京都受動喫煙防止条例により、飲食店では原則として屋内禁煙となるため、日高屋では店内に喫煙室を設置して対応するとしている。

## 沿革
- 1973年（昭和48年）2月 - 埼玉県大宮市（現さいたま市。以下同じ）に、約5坪のラーメン店「来来軒」を開店
- 1975年（昭和50年）3月 - 埼玉県大宮市に大宮南銀座店を開店
- 1978年（昭和53年）3月 - 有限会社日高商事を設立
- 1983年（昭和58年）10月 - 有限会社から株式会社に改組
- 1993年（平成5年）
  - 3月 - 東京都北区赤羽に開店、都内進出
  - 7月 - 居酒屋「文楽座」1号店を埼玉県大宮市桜木町に開店
- 1994年（平成6年）
  - 4月 - 全国各地のラーメンを集めた「ラーメン館」事業を開始（2003年11月で廃止）
  - 7月 - 台湾家庭料理専門店「台南市場」1号店を埼玉県大宮市に開店
  - 12月 - 東京都新宿区に山手線沿線第1号となる新宿歌舞伎町店を出店
- 1998年（平成10年）6月1日 - 「株式会社ハイデイ日高」に商号変更[4]。
- 1999年（平成11年）9月 - 日本証券業協会（現JASDAQ）に店頭登録
- 2002年（平成14年）
  - 6月 - 低価格ラーメン中華そば「日高屋」1号店新宿東口店を開店
  - 12月 - 100店舗達成
- 2003年（平成15年）
  - 3月 - 第11回優良フードサービス事業者等表彰の「新規業態開発部門」において、農林水産大臣賞を受賞
  - 4月 - 「麺舎弘法」を浦和太田窪店として開店
  - 10月 - 中華食堂「日高屋」1号店を浦和常盤店として開店
- 2004年（平成16年） - 埼玉県行田市にセントラルキッチン行田工場を開設
- 2005年（平成17年）4月 - 東京証券取引所二部に上場
- 2006年（平成18年）3月 - デンマーク食品農業大臣賞を受賞
- 2006年 8月 - 東京証券取引所一部に上場
- 2008年（平成20年）7月 - 200店舗達成
- 2009年（平成21年）2月 - 売上高200億円を達成（平成21年2月期）
- 2012年（平成24年）2月 - 300店舗達成
- 2016年（平成28年）12月 - 大宮区大門町に在った直営のとんかつ専門店かつ元が隣接するいきなりステーキからの火災、延焼により焼失、閉店。
- 2021年（令和3年）11月 - 同月14日を以って、グループの1号店であり、46年半続けてきた「来来軒大宮南銀座店」の閉店を発表[5]
- 2022年　(令和4年)　 - 本社をさいたま市大宮区大門町の大宮門街（おおみやかどまち）へ移転
- 2022年（令和4年）7月-さいたま市大宮区大門町の大宮門街（おおみやかどまち）に台湾屋台料理「台南」を開店
- 2022年（令和4年）12月 - 同月14日に群馬県高崎市に日高屋イーサイト高崎店を開店し関東一都六県への出店を達成した
- 2023年（令和5年）4月 - 創業50周年のサプライズとして代表取締役会長神田正個人が保有するハイデイ日高の株式の一部約20万株（約4億2千万円相当）を従業員（役員、社員のほか条件を満たしたパート・アルバイト）へ贈与することを発表した。株式の贈与は2018年以来2度目の実施で6月までに手続きが行われる。この模様は2023年5月12日放送のテレビ東京、ガイアの夜明け「人生これからだ！名物創業者たち　新たなる挑戦」でも扱われた。

## 店舗
ハイデイ日高では、以下のような複数業態を展開している。

### 中華料理店
- 日高屋 - 低価格が特徴の中華料理･定食店。同社の主力業態。
- 来来軒 - 大衆中華料理店
- 中華一番
- ラーメン日高
- 真心（しんしん）- 高価格帯の本格中華料理店[6]

### その他の業態
- 焼鳥日高
- 大衆酒場HIDAKA
- とんかつ日高
- 亀よし食堂 - 2020年にオープンした初のスパゲティ専門店[6]
- 台南 - 台湾屋台料理。

### 閉店した業態
- オリーブ台南市場
- 武蔵野うどんうまかっぺ
- 武蔵野うどんうまい蔵
- かつ元（大宮中山道店は2016年12月の延焼による火災により閉店）
- ちゃんぽん 菜ノ宮（さいのみや）[6][7]
- ラーメン館   （1994年～2003年）
- 炒喰
- トムヤムハウス

## テレビ番組
- 日経スペシャル カンブリア宮殿（テレビ東京）
  - 5坪のラーメン屋から一大チェーンへ！ 客も従業員も幸せにする男の波乱万丈人生（2014年9月25日）[8]
  - 波乱万丈スペシャル ～あの時があるから今がある～（2015年9月24日）[9]

## 書籍

### 関連書籍
- 『熱烈 中華食堂日高屋 ラーメンが教えてくれた人生』（著者:神田正）（2009年9月28日、開発社）ISBN 9784759101256
- 『日高屋だから「ひと」を学べた』（著者:松茂良宏）（2014年8月5日、知道出版）ISBN 9784886642608